# Galium seatonii
Galium seatonii är en måreväxtart som beskrevs av Jesse More Greenman. Galium seatonii ingår i släktet måror, och familjen måreväxter. Inga underarter finns listade i Catalogue of Life.